# 臺北大巨蛋
臺北大巨蛋（英語：Taipei Dome，簡稱大巨蛋、臺北巨蛋）是位於臺灣臺北市信義區的多功能室內棒球場，為臺灣唯一的巨蛋級體育場館，於2023年12月2日啟用，經營單位為遠雄巨蛋事業股份有限公司。為了與早已啓用的「臺北小巨蛋」區別，故以「大巨蛋」稱之。
臺北大巨蛋的構想早在1991就提出，但後來歷經多次停擺與暫停，直到2006年遠雄集團旗下的「遠雄巨蛋事業股份有限公司」才與臺北市政府簽約，並於2012年4月動工。2014年柯文哲市府上任後，認為臺北大巨蛋存有對遠雄集團讓利、並有包含安全疏散、行道樹移植、週遭建築衝擊在內的多項弊端，後來於2015年5月勒令停工；停工期間，市府及遠雄雙方引發多項訴訟或解約相關行動。2020年，台北市政府宣佈臺北大巨蛋正式復工，並於2023年12月2日正式啟用。
臺北大巨蛋為臺北文化體育園區最主要的建築，位處松山菸廠原址的南半部（北半部後來成為松山文創園區），坐落於光復南路、忠孝東路與市民大道之間，並相隔忠孝東路與國父紀念館對望，以臺北捷運國父紀念館站為主要交通疏運設施。整個園區由臺北市政府以BOT模式交由遠雄集團旗下的遠雄巨蛋公司興建及營運到2062年，區內設置的項目除巨蛋外，另有遠東Garden City、秀泰影城、臺北洲際酒店、辦公大樓等附屬商業設施。
臺北大巨蛋除了做棒球比賽使用之外，亦舉行非體育賽事活動，2023年12月正式啟用後以2023年亞洲棒球錦標賽成為第一場正式比賽，之後2024年10月10月的中華民國國慶晚會成為第一場非體育賽事活動，而2024年12月的周杰倫嘉年華演唱會成為第一場正式售票演唱會。

## 歷史

### 興建構想

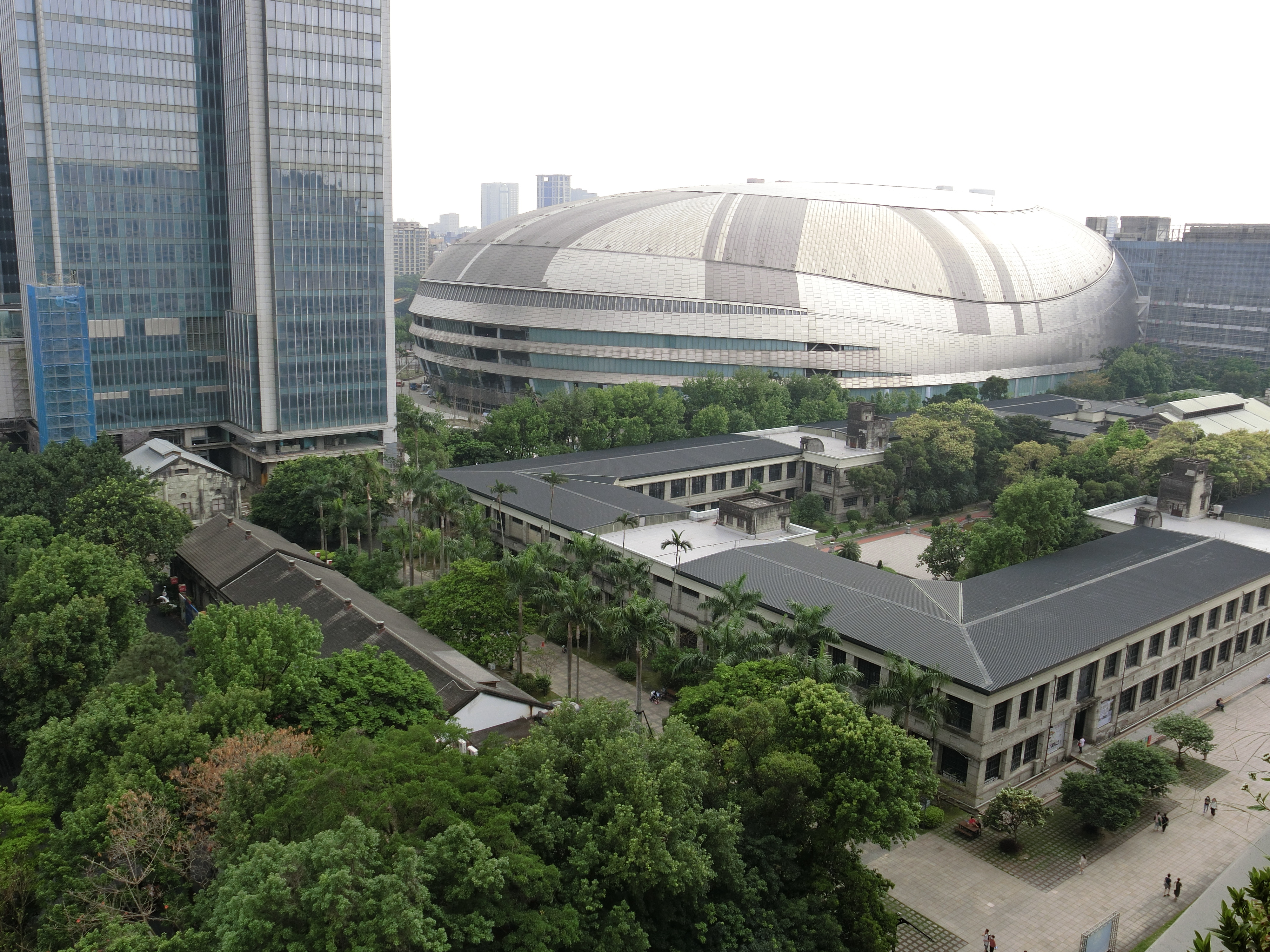
位於松山菸廠舊址的松山文創園區與大巨蛋（2021年）

1991年11月10日，於臺北市立棒球場進行總冠軍賽第七場比賽（味全龍對統一獅），時任行政院院長郝柏村也親自蒞臨觀賽；不料天降大雨，一度讓比賽中斷，直到晚上11時40分才結束，現場觀眾齊聲高喊「我們要巨蛋」，期望臺北市也能像東京一樣有類似東京巨蛋的室內棒球場館，郝柏村因此指示興建不受風雨影響的室內體育場，並在1993年將巨蛋列入國家重大建設。
1993年，配合爭取主辦1998年亚洲运动会，李登輝政府將巨蛋列入國家重大建設，規劃在關渡興建台北巨蛋；但關渡開發計畫遲未推動，台北巨蛋隨之停擺。
1995年，臺北市政府成立「巨蛋催生小組」，首次規劃在台灣省菸酒公賣局松山菸廠松山菸廠廠址興建巨蛋。
1995年12月26日，臺北市政府聘請棒球球星王貞治擔任巨蛋催生小組最高榮譽顧問，時任市長陳水扁頒贈巨蛋催生小組最高榮譽顧問聘書給王貞治；陳水扁在頒贈聘書典禮上說，巨蛋興建完工後，將每年或每二年舉辦「台北盃」世界棒球錦標賽，提升棒球水準。
1996年1月，時任臺北市副市長陳師孟與時任臺灣省副省長吳容明協調，規劃利用松山菸廠興建大巨蛋；但臺灣省虛級化推動後，臺北市政府與臺灣省政府的合作停擺。
1996年7月20日，臺北市政府巨蛋催生小組決議於臺北市立棒球場原址興建巨蛋；但在1998年陳水扁連任市長失敗後暫停。松山菸廠停止運作後，廠區移交台北市政府管理。松山菸廠18公頃基地全數作為台北大巨蛋園區之用，並開始進行後續關廠與土地移交作業。
陳水扁擔任總統時，行政院文化建設委員會認為松山菸廠具有歷史意義應予保留，所以再將其中菸廠舊址的8公頃基地劃為文化園區，菸廠指定為古蹟，衍生出後來巨蛋園區基地過小、及與古蹟相臨過近的問題。台北市政府自行聘請國外專家研究可行性後，聘請專家認為巨蛋與古蹟相臨，可以提供另一種不同的城市趣味，兩者並不衝突。因此，時任市長馬英九確定在松山菸廠廠區規劃巨蛋園區，並進行招商作業。
2002年7月9日，「台北文化體育園區籌備處」成立，臺北市政府教育局局長李錫津擔任首任執行長。
由松山菸廠廠區轉型而成臺北文化體育園區，分為北半部的「文化園區」、以及南半部的「體育園區」。文化園區部分隸屬臺北市政府文化局管轄，佔地約8公頃，以發展藝術文化為目標，包含廠區原有建築活化再利用的松山文創園區、以及新建的臺北文創大樓；體育園區部分隸屬臺北市政府體育局管轄（體育局成立前為教育局），佔地約10公頃，以巨蛋為核心設施。

### 動工準備
2003年12月26日，臺北市政府上網公告辦理招商，2004年3月19日前計有3家廠商向市府提出書面疑義，相關疑義均分別以正式函文回覆各家廠商並公告於工程會網站補充說明，該案2004年4月15日在工程會公告補充說明，其中領標人請求釋疑事項均於公告中，說明「本案開發之總樓地板面積上限為96,000 坪（約 316,800 平方公尺），其中大型室內體育館之樓地板容積應不小於35,000坪（約115,500 平方公尺）」，「『96,000 坪開發總樓地板面積』之定義為法定容積面積」。，截標日期2016年4月30日。樓地板面積165,195坪包含總開發容積96,000坪（巨蛋35,000坪 + 商業設施61,000坪）、免計容積含梯廳、機電設施、地下停車場共有69,195坪（依照建築技術規則162條，免計容積即為梯廳、機電設施、地下停車場空間等）實際興建後，商業設施61,000坪和停車場，經環評審查後，已經被郝市府一刀砍了1萬多坪，樓地板面積變為149,061坪。
2004年5月，遠雄企業團大都市建設與日本竹中工務店等協力廠商合組的「台北企業巨蛋聯盟」獲選臺北市政府甄審委員會議選為BOT案最優申請人，開始與臺北市政府議約。2004年9月，竹中工務店等廠商聲明退出台北企業巨蛋聯盟，並向臺北市政府表明申請計畫內的興建內容及設計為其智慧財產權，任何人不得使用。遠雄在2005年要求變更協力廠商，當年9月馬市府宣布BOT流標，想和遠雄解約，結果被行政院公共工程委員會擋下。2006年6月，臺北市政府同意大都市建設變更協力廠商為Populous公司。
2006年10月3日，台北企業巨蛋聯盟籌設的公司「遠雄巨蛋事業股份有限公司」與臺北市政府簽約辦理「臺北文化體育園區─大型室內體育館臺北大巨蛋BOT案」簽約，由時任臺北市市長馬英九與遠雄企業團董事長趙藤雄代表簽約。簽約後開始起算50年特許期，特許期到2062年。
2007年9月，行政院核定「臺北文化體育園區─大型室內體育館臺北大巨蛋BOT案」與附屬事業均為國家重大建設。計畫內容：興建可容納四萬人的多功能體育館（可以舉辦棒球、足球、壘球、演唱會、國際展覽、大型集會）、購物中心及小吃城、全國座位數及廳數最多螢幕最大的電影城、400間房間的高級飯店以及辦公大樓。大巨蛋由POPULOUS負責設計規劃，日本大林組負責建造施工，開發團隊裡還包括香港劉榮廣伍振民建築師事務所、香港ACLA景觀設計、台灣禾澤、日本CDI建築設計、台灣瀚亞建築師事務所、美國SANG旅館設計、KCA旅館室內設計、英國BENOY商場室內設計。
2010年12月9日，大巨蛋通過臺北市都市設計審議。2011年5月26日，有條件通過環評，6月16日都審原則同意。6月30日，取得建築執照，依照合約需3年內完工，11月16日完成融資。2012年4月17日動工。

### 動工

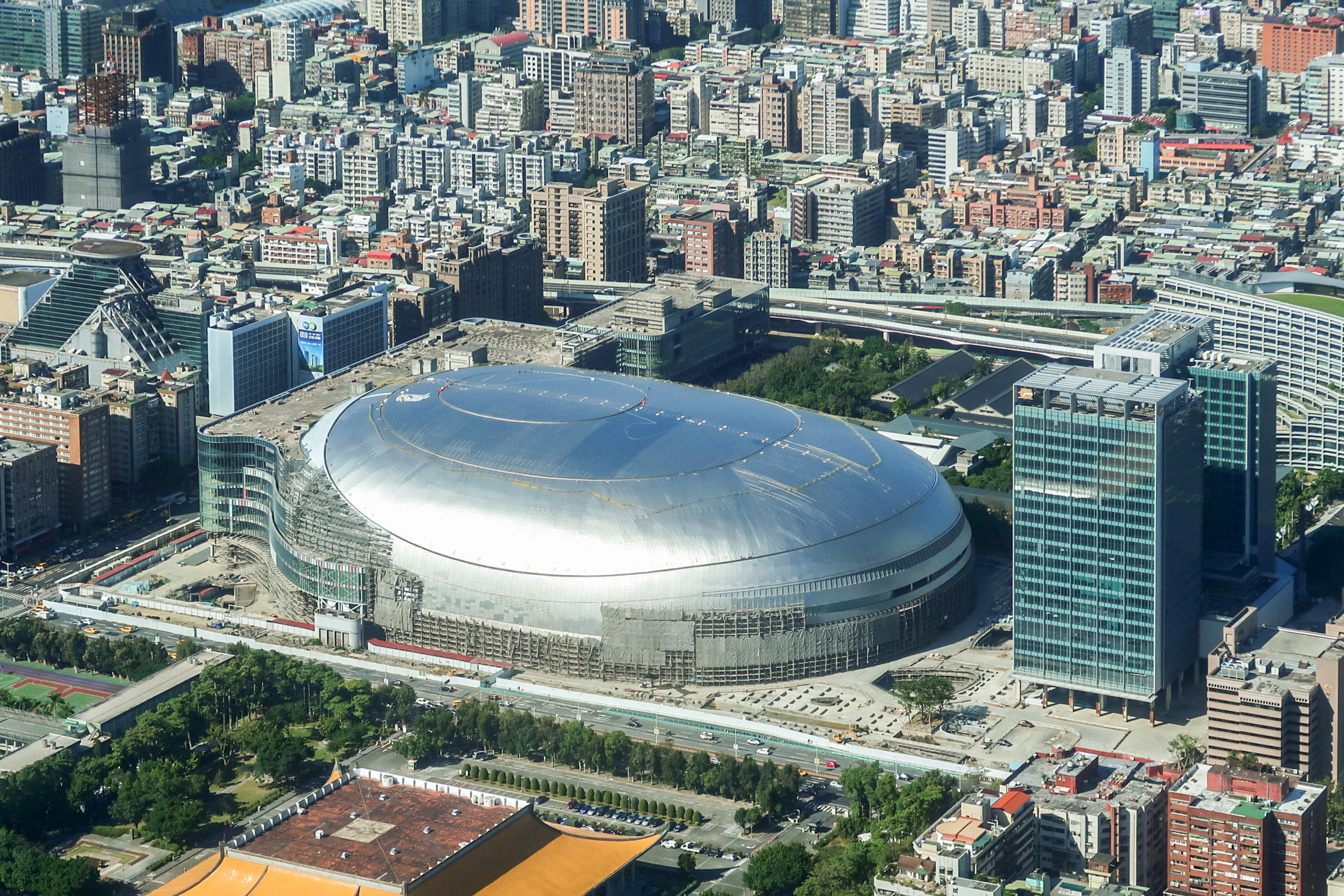
興建中的臺北大巨蛋（2019年）

2014年11月13日，臺北大巨蛋舉行上樑典禮。國際棒球總會IBAF同時在官網發表專文介紹臺北大巨蛋。
臺北大巨蛋本來預計2015年前後開幕，但當時柯文哲市府團隊以臺北大巨蛋有多項爭議為由，於5月20日勒令停工，接著與遠雄集團陷入爭執、導致時程延後。雙方具體爭議包含臺北大巨蛋的公共安全、合約存續、工程施作、行道樹移植等。柯文哲市府的態度起初強硬，將大巨蛋案稱為「五大弊案」之一。但市府後來態度開始軟化，把「五大弊案」改稱「五大案」外，並開始和遠雄集團，在部份復工中展開多年交涉。2020年，雙方達成多項讓步與共識後全面復工。
2017年11月，臺北大巨蛋屋頂封頂。2020年8月7日，臺北市政府都市發展局正式同意復工。2023年10月20日完工，12月2日啟用。

### 完工啓用

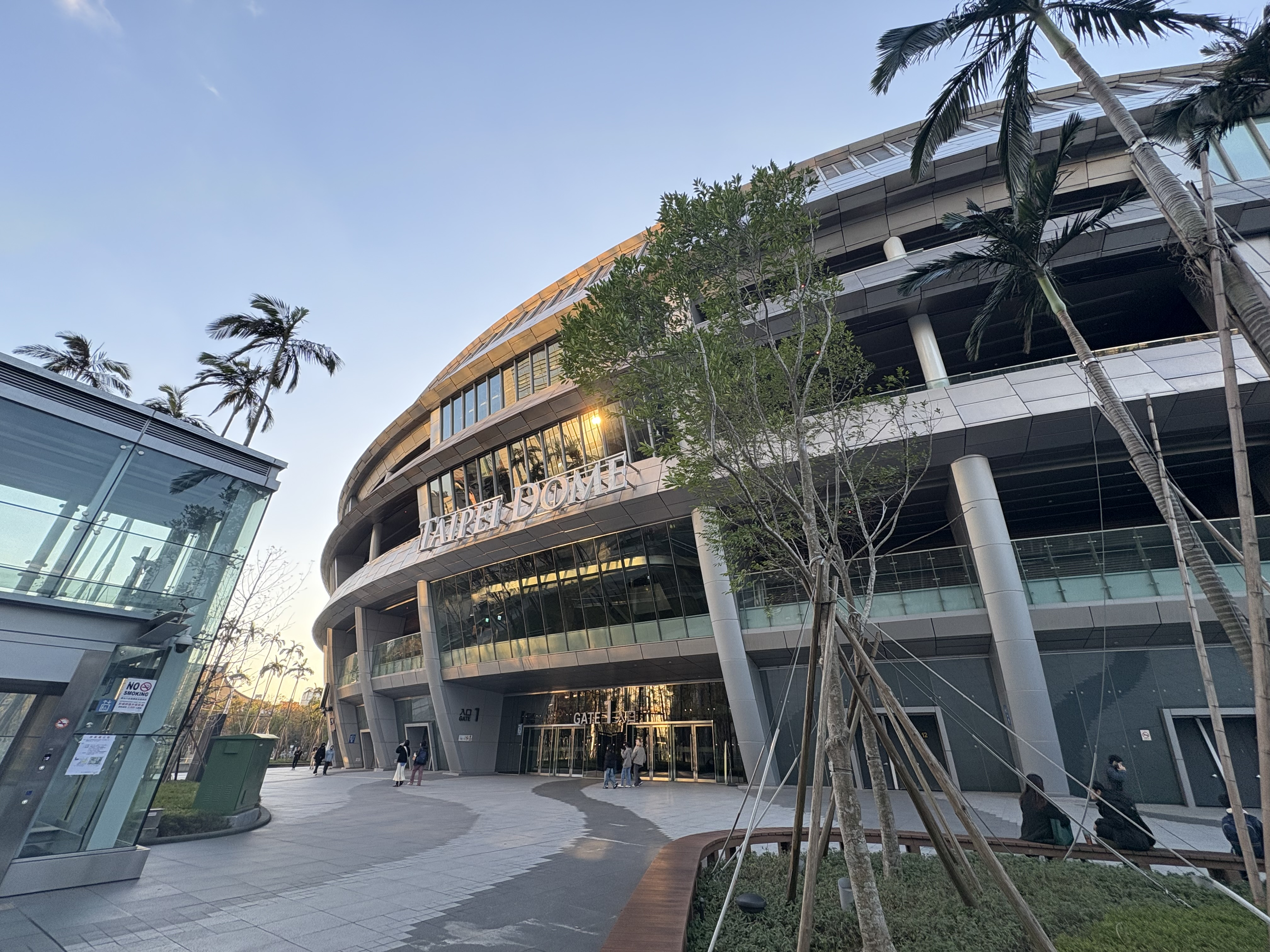
台北大巨蛋正門

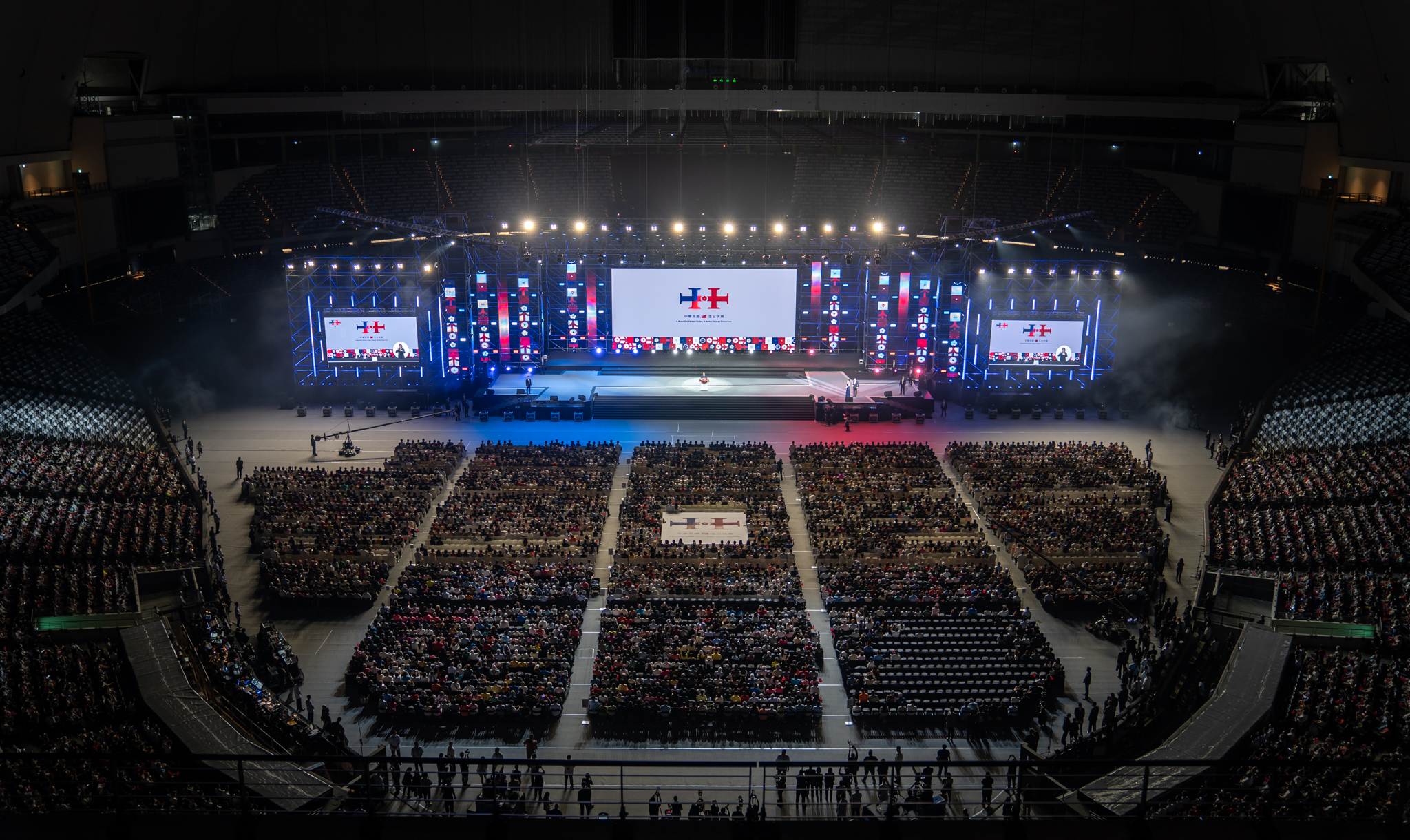
2024年10月5日，中華民國113年國慶晚會於大巨蛋舉行

2023年10月20日，臺北市政府建管處核准大巨蛋使用執照。11月2日，臺北市政府建管處核發紙本使用執照。12月2日，世界全壘打868支記錄保持人王貞治，站上投手丘開出大巨蛋的第一球，象徵球場的正式啟用。
2023年12月3日，大巨蛋迎接首次正式賽事，2023年亞洲棒球錦標賽，有16,647名球迷入場。台北捷運約25分鐘內將人潮疏散完畢。
2024年3月30日，中華職棒35年開幕戰在臺北大巨蛋舉行，由味全龍主場出戰樂天桃猿，為臺灣職棒史上在大巨蛋的第一場正式比賽。該賽事共有2萬8,618名球迷觀戰，締造臺灣職棒史上單一場次最多觀眾人數紀錄。
2024年4月13日至14日，T1聯盟臺北戰神與新北中信特攻於臺北大巨蛋共同舉辦「攻戰大巨蛋－雙北反毒籃球賽」，該賽事成為臺北大巨蛋首場職業籃球賽事。首日賽事共有滿場1萬5,600位球迷入場觀戰，打破臺灣職籃史上單場最多進場人數紀錄，該賽事由新北中信特攻以88比81擊敗臺北戰神，收下大巨蛋歷史首勝。次日賽事同樣吸引滿場1萬5,600位球迷入場觀戰，該賽事則由臺北戰神以114比76擊敗新北中信特攻，兩隊各在臺北大巨蛋帶走一場勝利。
2024年8月3日中華職棒中信兄弟在臺北大巨蛋舉辦主場賽事，在第一位登上台北大巨蛋演出的韓國歌手泫雅加持之下，吸引3萬4506名球迷進場觀戰，刷新中職史上最多觀眾人數紀錄。
2024年9月21至22日，中信兄弟於臺北大巨蛋為即將退役的周思齊舉辦「The Last Together周思齊引退主題週」主場賽事，21日也與流行樂團五月天合作，後續球團宣布21日賽事門票全數完售，成為中職史上首場臺北大巨蛋可售區域完售滿場的比賽，該場賽事共吸引4萬名球迷進場。次日周思齊引退賽再度吸引滿場4萬名球迷入場觀賽，兩日賽事共同刷新中職史上單場最多觀眾紀錄。
2024年10月5日，中華民國國慶晚會再度回歸台北，並首次在大巨蛋內舉行。

## 體育賽事

### 體育賽事列表
| 日期                      | 名稱                                                |
| ------------------------- | --------------------------------------------------- |
| 2023年11月18日            | 亞錦賽中華培訓隊出戰U23世界盃中華培訓隊             |
| 2023年12月3日～10日       | 2023年亞洲棒球錦標賽                                |
| 2024年3月2日、3日         | 讀賣巨人軍90週年紀念台灣試合                        |
| 2024年3月30日～10月22日   | 中華職棒35年賽事                                    |
| 2024年4月13日、14日       | T1聯盟2023–24年賽季例行賽賽事新北中信特攻對臺北戰神 |
| 2024年9月21日、22日       | The Last Together周思齊引退主題週                   |
| 2024年11月2日、3日        | 台灣捷克國際交流賽                                  |
| 2024年11月13日～18日      | 2024年世界棒球12強賽預賽B組                         |
| 2025年2月12日、13日       | 台韓國際交流賽                                      |
| 2025年2月21日～25日       | 2026年世界棒球經典賽資格賽第1組                     |
| 2025年3月1日、2日         | 北海道日本火腿鬥士隊2025臺灣交流試合                |
| 2025年3月29日～10月       | 中華職棒36年賽事                                    |
| 2025年5月17日；27日、28日 | 2025年夏季世界壯年運動會開幕典禮、棒球決賽          |
| 2025年9月5日～7日         | 林智勝引退系列賽                                    |

### 首位紀錄
| 賽事性質         | 一級國際賽                       | 國際賽                          | 職棒例行賽                 | 職棒季後挑戰賽              | 職棒台灣大賽                 |
| ---------------- | -------------------------------- | ------------------------------- | -------------------------- | --------------------------- | ---------------------------- |
| 賽事名稱         | 2024年世界棒球12強賽             | 2023年亞洲棒球錦標賽            | 中華職棒35年例行賽         | 2024年季後挑戰賽            | 2024年台灣大賽               |
| 首場比賽         | 2024年11月13日 · 3－6 · 中華臺北 | 2023年12月3日 · 0－4 · 中華臺北 | 2024年3月30日 桃猿2－3味全 | 2024年10月12日 桃猿1－2統一 | 2024年10月19日 統一4－10兄弟 |
| 首位先發投手     | 林昱珉                           | 徐若熙                          | 徐若熙                     | 古林睿煬                    | 德保拉                       |
| 首位勝場投手     | 張奕                             | 徐若熙                          | 徐若熙                     | 古林睿煬                    | 德保拉                       |
| 首位敗場投手     | 高永表                           | 申憲珉                          | 威能帝                     | 威能帝                      | 王鏡銘                       |
| 首位中繼成功投手 |                                  |                                 | 銳歐                       | 陳韻文                      | 高塩將樹                     |
| 首位救援成功投手 | 吳俊偉                           | 藤村哲之                        | 陳冠偉                     | 邱浩鈞                      |                              |
| 首次三振         | 高永表                           | 徐若熙                          | 徐若熙                     | 古林睿煬                    | 德保拉                       |
| 首支安打         | 潘傑楷                           | 林承飛                          | 梁家榮                     | 梁家榮                      | 林佳緯                       |
| 首分打點         | 陳晨威                           | 陳孝允                          | 蔣少宏                     | 馬傑森                      | 陳鏞基                       |
| 首支全壘打       | 陳晨威                           | 金凡錫                          | 曾頌恩                     |                             | 曾頌恩                       |
| 首支再見安打     |                                  |                                 | 林智平                     |                             |                              |

## 藝文表演

### 演唱會列表
| 日期                                        | 演出者        | 演出名稱                               | 觀看人數 |
| ------------------------------------------- | ------------- | -------------------------------------- | -------- |
| 2024年12月5、6、7、8日                      | 周杰倫        | 《嘉年華》                             | 15萬     |
| 2024年12月21、22、28、29、31日              | 張惠妹        | 《ASMR Maxxx》                         | 20萬     |
| 2025年3月16日                               | 太妍          | 《The TENSE》                          | 3.5萬    |
| 2025年4月4日                                | 安德烈·波伽利 | 《Andrea Bocelli Live in Taipei Dome》 | 3.4萬    |
| 2025年6月7、8日                             | 林俊傑        | 《JJ20 FINAL LAP》                     | 8萬      |
| 2025年6月27、28、29日、7月4、5、6、11、12日 | 五月天        | 《回到那一天》                         | 32萬     |
| 2025年11月15、16日                          | Super Junior  | 《Super Show 10》                      |          |
| 2025年11月22日                              | 眾多歌手      | 《民歌大團圓》                         |          |
| 2025年12月6日                               | NCT DREAM     | 《THE DREAM SHOW 4》                   |          |

### 典禮列表
| 日期          | 典禮名稱              | 主持人       | 觀看人數 |
| ------------- | --------------------- | ------------ | -------- |
| 2024年10月5日 | 中華民國113年國慶晚會 | 聶雲、曲艾玲 | 2萬      |
| 2026年1月10日 | 第40屆金唱片獎        |              |          |

### 首位紀錄
- 首位在大巨蛋啟用後及體育賽事演出歌手：謝金燕（亞錦賽臺韓開幕戰）[49]
- 首位體育賽事演出樂團：八三夭（富邦悍將「G!POP 流行音樂節」）[50]
- 首位體育賽事演出外國歌手：泫雅（中信兄弟「K歌主題日」）[51]
- 首位體育賽事演出外國團體：NMIXX（味全龍「龍星大樂」主題日）[52]
- 首位體育賽事演出外國樂團：QWER（富邦悍將「G!POP 流行音樂節」）[53]
- 首位非體育賽事演出歌手：江蕙等（中華民國113年國慶晚會）[54]

#### 正式售票紀錄
- 首位演唱會歌手及男歌手：周杰倫
- 首位演唱會女歌手及首位演唱跨年場歌手：張惠妹[55]
- 首位演唱會樂團：五月天
- 首位演唱會外國歌手：太妍[56]
- 首位演唱會外國團體：Super Junior

## 組織架構
臺北大巨蛋在籌備處時期，隸屬於臺北市政府體育局。籌備處有執行長與副執行長各一位。其轄下有法務執行秘書和工務執行秘書。執行秘書則管理兩位助理研究員以及一位管理員。

## 建築特色

### 球場

#### 觀眾席

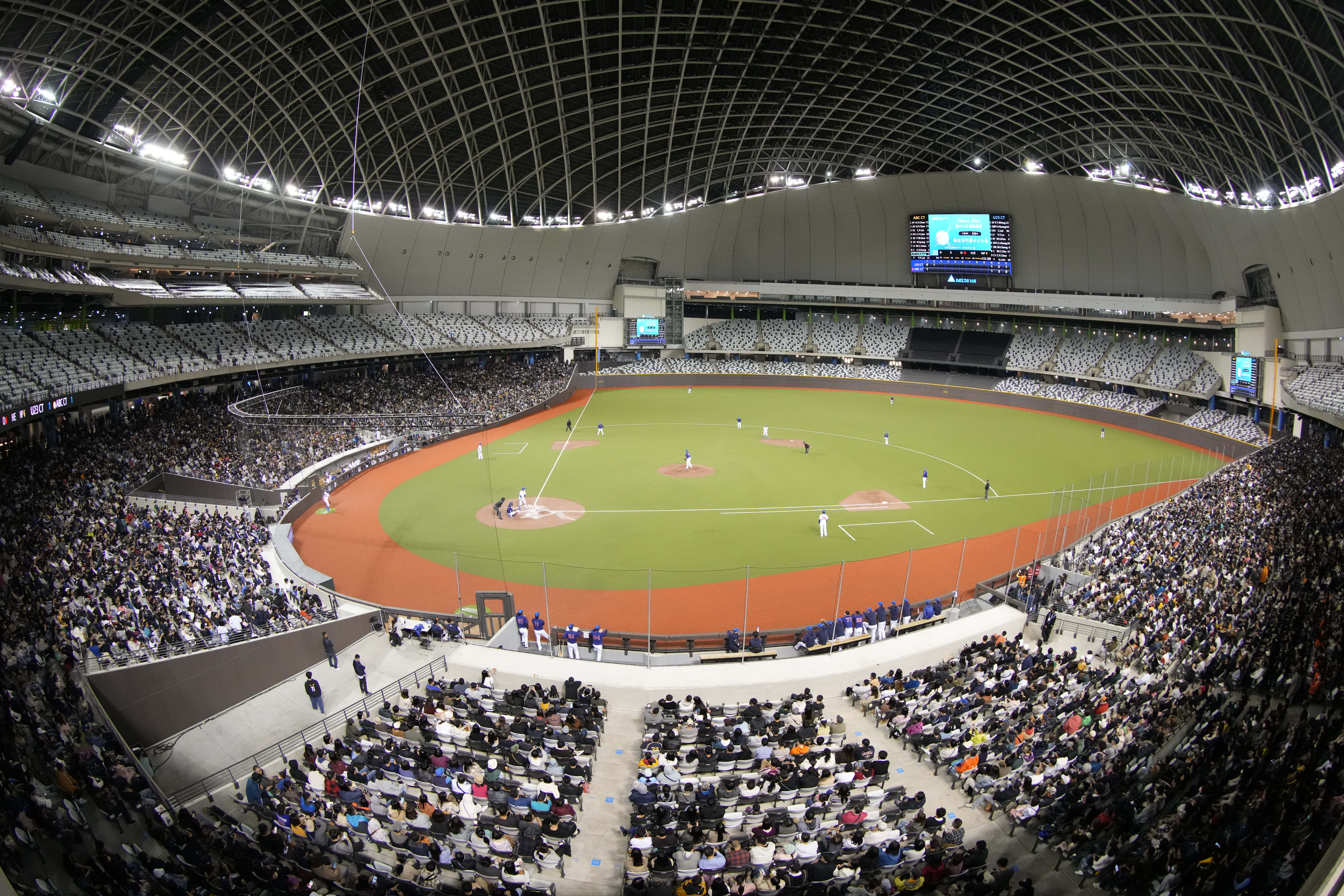
臺北大巨蛋球場內部（2023年11月）

大巨蛋室內棒球場內野區看臺分成下層13,423席、中層9,209席、VIP層1,570席、上層7,179席，外野區看臺分成下層3,826席、中層5,034席、VIP層334席，舉行棒球比賽時看臺總共可容納40,071名觀眾座位，包括內野看臺31,381席、外野看臺8,690席，棒球比賽總席數不含外野下層打者視線淨空區504席，座位分成一般席、VIP席、行動不便者席、輔助者席、記者席、活動席，使用符合人體工學的日本KOTOBUKI進口座椅，座椅顏色採黑灰白三色不規則交錯設置，以營造觀眾滿席的熱烈氣氛，走道和座椅間皆保持適當距離不會擁擠，VIP包廂區總共36間（內野20間、外野16間，包廂共約500個座位）。

#### 設施
大巨蛋規畫了完善的場邊球員休息區、球員更衣室、室內打擊練習區和牛棚後援投手練習區。球場內野第2層看臺中央設有現場轉播控制室，包含7間媒體轉播室和1間媒體休息室。球場共設置10個攝影機轉播點，並預留3組懸吊式長距離伸縮攝影機點位。

#### 場地
大巨蛋室內棒球場中外野400英尺（121.92），左右外野335英尺（102.11），本壘後方60英尺（18.29），全壘打牆高3.5公尺，符合WBSC的建議硬體規範，使用日本美津濃「MS Craft Baseball Turf」棒球專用新式高標準捲草式人工草皮。棒球場改裝後也可以做為足球場，球門位在本壘和中外野，但需另外更換成FIFA認證的足球用人工草皮，其它運動例如：美式足球、壘球、籃球、網球等亦可使用。

### 建築結構

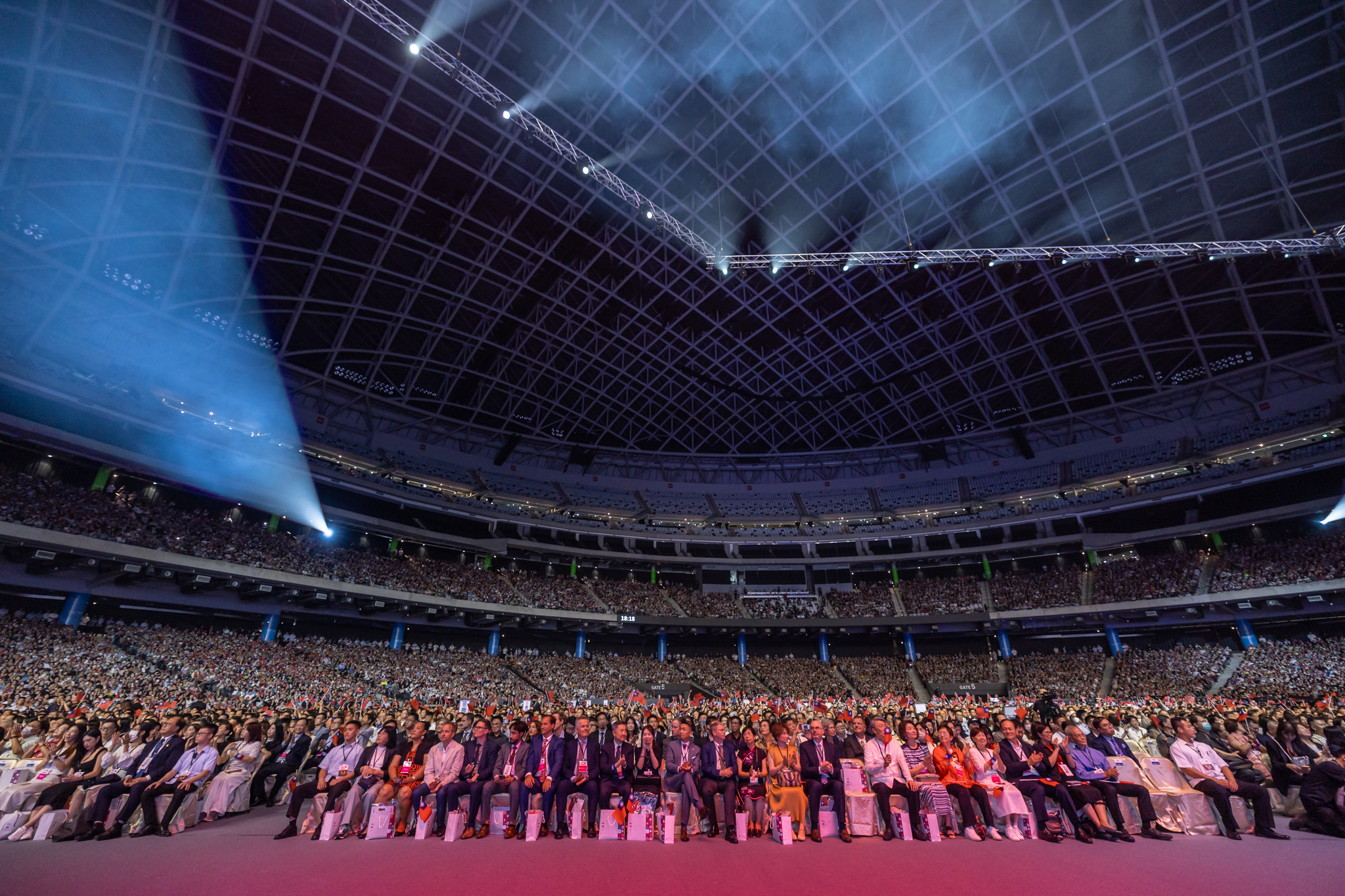
大巨蛋天井（屋頂）

由於建築基地東西寬、南北窄的先天條件限制，因此大巨蛋設計成橢圓形而非正圓形，蛋體樓地板總面積35,000坪（120,000平方），球場層面積12,950坪（42,800平方），鋼構總重6萬5,000噸，屋頂總重1萬3,260噸，為固定式不能開闔，屋頂和帷幕外牆包覆可以防火隔熱隔音的淡灰色純鈦金屬板，球場地面至屋頂最高點總高度74.5公尺（地上64公尺，地下10.5公尺），球場區共地上6層、地下2層，球場地面位於地下深度10.5公尺處的B2層，採用下沉設計以降低量體壓迫感，蛋體室內跨距長230公尺寬170公尺，是全球唯一整個巨蛋都採用圓形鋼管構建，內部視野壯觀開闊無死角。

### 消防規劃
大巨蛋平時開放9個主要大型出入口，28座避難梯（地上18座、地下10座），若緊急疏散時可增至52個逃生口，球場四角高處定點備有4座日本HOCHIKI大範圍全自動感應滅火放水鎗，水柱射程約97公尺，和排煙撒水設備，球場裝潢座椅皆採用防燃材料，並設消防車專用通道可迅速直達球場層與地下室進行救災。

### 其他功能
大巨蛋室內棒球場的其它多用途使用方式，例如舉辦演唱會時含架設球場平面區座位最大可到5萬9千多席、展覽場約706攤、尾牙宴約700桌等。室內不受外界氣候冷熱和風雨影響，並有空調設備可供專心舒適的觀看比賽表演，全區空調均溫可達攝氏24度風速每秒1公尺以下，能依照不同活動的性質調整節能模式。音響採用日本TOA Type C專業喇叭系統，於大巨蛋屋頂中央設置33組陣列式喇叭，並在內野觀眾席加設45個單點補強音響，提供高清晰的3D環場音效。球場燈光採用國際奧會指定的運動照明品牌Musco Lighting，共設置456具燈光照明設備。中外野上方設有台達電出品的巨型LED多媒體計分板主螢幕，長30.72公尺、寬17.28公尺，解析度1920×1080；左右外野上方則設有長11公尺寬6公尺的次螢幕。
大巨蛋B2層有專為比賽結束後聯訪的記者會採訪室，可容納媒體記者約50名。大巨蛋東側B1、B2另設臺灣棒球博物館，2027年2月開幕。停車場有汽車位2,136個（B1~B5層）、機車位3,800個（B1~B5層）、大客車位60個（地面層、B5層）、大型車位60個（B1~B5層）、裝卸車位56個（B4~B5層）、計程車排班區（B2層、B4層）、SNG轉播車位10個（地面層）、自行車位120個（地面層）。

## 外部連結
- 臺北大巨蛋官方網站（页面存档备份，存于）（繁體中文）
- 臺北大巨蛋的Facebook專頁
- 臺北大巨蛋的Instagram帳戶
- 臺北大巨蛋在台灣棒球維基館上的頁面（繁體中文）